# Elvira Mínguez
Elvira Mínguez (* 23. Juli 1965 in Valladolid) ist eine spanische Schauspielerin und Goya-Preisträgerin.

## Leben
Elvira Mínguez wurde ab Ende der 1980er Jahre als Theater-Schauspielerin aktiv. 1994 erfolgte mit dem Drama Deine Zeit läuft ab, Killer ihr Filmdebüt und eine Goya-Nominierung. Größere Produktionen waren Der Obrist und die Tänzerin und The Reckoning.
2006 wurde sie mit einem Goya als Beste Nebendarstellerin für die Komödie Tapas geehrt. Für die Filme Cobardes (2008) und Anrufer unbekannt (2015) wurde sie in gleicher Sparte nominiert.

## Filmografie (Auswahl)
- 1994: Deine Zeit läuft ab, Killer (Días contados)
- 1998: Em dic Sara
- 2001: Sólo mía
- 2002: Der Obrist und die Tänzerin (The Dancer Upstairs)
- 2003: The Reckoning
- 2003: Grimm
- 2005: Tapas
- 2006: La caja
- 2007: Pudor
- 2008: Che
- 2008: Cobardes
- 2011: Clara Campoamor – La mujer olvidada
- 2015: Freunde fürs Leben (Truman)
- 2015: Anrufer unbekannt (El desconocido)
- 2016: El elegido
- 2016: No culpes al karma
- 2017: Das Tal der toten Mädchen (El guardián invisible)
- 2018: Offenes Geheimnis (Todos lo saben)
- 2018: Presunto culpable (Fernsehserie, 13 Folgen)
- 2019: Instinto (Fernsehserie, 8 Folgen)
- 2019: Das Tal der vergessenen Kinder (Legado en los huesos)
- 2020: Desaparecidos (Fernsehserie, 13 Folgen)
- 2020: Das Tal der geheimen Gräber (Ofrenda a la tormenta)
- 2020: Veneno (Fernsehserie, 4 Folgen)
- 2021: La casa del caracol